# Massimo Busacca
Massimo Busacca (Bellinzona, 6 febbraio 1969) è un ex arbitro di calcio e dirigente arbitrale svizzero.

## Biografia
Di origini italiane (la sua famiglia è di Grammichele, in provincia di Catania), è nato e cresciuto a Bellinzona, nel Canton Ticino. Oggi vive a Monte Carasso, nei pressi di Bellinzona.

## Carriera
Dal 1º gennaio 1999 è arbitro internazionale FIFA e nel 2002 ha ricoperto il ruolo di quarto uomo durante la finale della UEFA Champions League tra Real Madrid e Bayer Leverkusen. Nel 2003 e nel 2005 viene impiegato in occasione dei mondiali under 20 disputatisi, rispettivamente, negli Emirati Arabi Uniti e nei Paesi Bassi. Nel 2004 è stato inserito nella categoria Élite degli arbitri UEFA.
Nel 2005 è chiamato ad arbitrare la finale di Coppa Svizzera 2004-05 giocata il 16 maggio al St. Jakob Park di Basilea tra Fc Zurigo vs Fc Lucerna (3-1).
Nel 2006 è stato selezionato insieme ad altri 20 arbitri per dirigere gli incontri del Campionato del mondo di Germania 2006 dove ha diretto le partite della fase a gironi tra Spagna e Ucraina, Svezia e Inghilterra e l'ottavo di finale tra Messico e Argentina. Nel maggio 2007 riceve la prestigiosa designazione come arbitro della finale di Coppa UEFA tra Siviglia ed Espanyol, disputatasi a Glasgow. Il ticinese ha conquistato il titolo di "Miglior arbitro svizzero" dalla stagione 2004-05 alla stagione 2008-09.
Nel 2008 è stato selezionato per i campionati europei di calcio, in Austria e Svizzera, come rappresentante elvetico, e nel corso del torneo è protagonista di due direzioni di gara: Grecia-Svezia e Paesi Bassi-Romania. In queste due gare se la cava egregiamente e riesce ad ottenere un'importante terza designazione: la semifinale tra Germania e Turchia.
Nel maggio 2009 arriva per lui un'importantissima designazione, quella per la finale di UEFA Champions League a Roma tra Barcellona e Manchester United del 27 maggio 2009. Il quarantenne direttore di gara svizzero si conferma così uno dei migliori fischietti dell'UEFA.
Nel giugno 2009 viene invitato a dirigere al torneo FIFA Confederations Cup, mentre nell'ottobre 2009 giunge la convocazione per dirigere al Mondiale Under 17 in Nigeria, e poche settimane dopo è impegnato nel ritorno dello spareggio per l'accesso ai Mondiali 2010 tra Uruguay e Costa Rica.
Il 21 settembre 2009 è protagonista di un episodio controverso: in una partita di Coppa Svizzera tra Baden e Young Boys, ha mostrato il dito medio ai tifosi che lo contestavano.
Il 6 gennaio 2010 è votato dall'IFFHS come miglior arbitro dell'anno per il 2009, precedendo l'italiano Roberto Rosetti.
Nel febbraio 2010 giunge la convocazione ai Mondiali di Sudafrica 2010. La sua prima partita è l'incontro Sudafrica-Uruguay, in cui espelle il portiere sudafricano Khune e concede un rigore ai sudamericani, ma in questa azione il giocatore uruguayano era in fuorigioco. Sarebbe stato uno dei candidati per la finalissima, ma il 29 giugno si apprende che per volontà della FIFA la sua partecipazione al torneo sarebbe finita, probabilmente anche in seguito ad alcune dichiarazioni di Carlos Alberto Parreira, CT sudafricano, secondo il quale l'arbitraggio non sarebbe stato adeguato.
Vanta anche la direzione in una semifinale di Champions League (Olympique Lione-Bayern Monaco nel 2010) e in una semifinale di Coppa UEFA (Parma-CSKA Mosca nel 2005).
Il 25 agosto 2010 viene designato per la Supercoppa UEFA, in programma due giorni dopo allo stadio Louis II di Monte Carlo tra Inter e Atletico Madrid. Così, dopo le precedenti direzioni nella finali di Coppa UEFA e Champions League, vanta questo prestigioso trittico nel suo palmarès.
Il 13 luglio 2011 si apprende del suo ritiro dall'arbitraggio, per accettare la nomina di capo del dipartimento arbitrale FIFA, a partire dal 1º agosto 2011.
Il 4 settembre 2014 arbitra a Grammichele, suo paese d'origine, un triangolare locale tra la squadra locale del Grammichele Calcio, una selezione di immigrati africani di Caltagirone e una di Santa Croce Camerina.